# Christa Öckl
Christa Öckl, född 30 september 1943, är en tysk bågskytt. Hon deltog vid olympiska sommarspelen 1988.